# ヤマナラシ
ヤマナラシ (山鳴らし、学名: Populus tremula var. sieboldii) は、ヤナギ科ヤマナラシ属の落葉高木。丘陵や山地に生える。"山鳴らし"の名は、葉がわずかな風にも揺れて鳴ることから。箱の材料にしたことからハコヤナギ（箱柳、白楊）の別名もある。

## 分布
日本固有種で、北海道から九州にかけて分布する。丘陵や山地に自生する。

## 形態・生態
落葉広葉樹の高木で、樹高は10 - 25メートル (m) になる。大きな木では1本立ちする。樹皮は灰白色で菱形の皮目が目立つが、老木では黒みを増して縦に裂ける。若木は樹皮の白みが強く、触ると白い粉がつく。一年枝ははじめ白い毛があるが、のちに無毛になり、短枝もよく出る。
葉は互生し、7 - 15センチメートル (cm) ぐらいで広楕円形から菱状卵形で、下面は灰白色。あまり風がなくとも、サラサラと葉擦れ音がし、強風ではザワザワと音が大きい。
花期は春（3 - 4月）。雌雄異株。葉が展開する前に、褐色の5 - 11 cmぐらいの雄花穂が5 - 6本ぐらい束になり、枝先に下垂する。
冬芽は鱗芽で互生し、卵形や長卵形で先は尖る。芽鱗は多数で白い毛があり、ややべたつく。枝先につく頂芽はふつう葉芽である。葉痕は半円形や三角形で、維管束痕が3個つく。

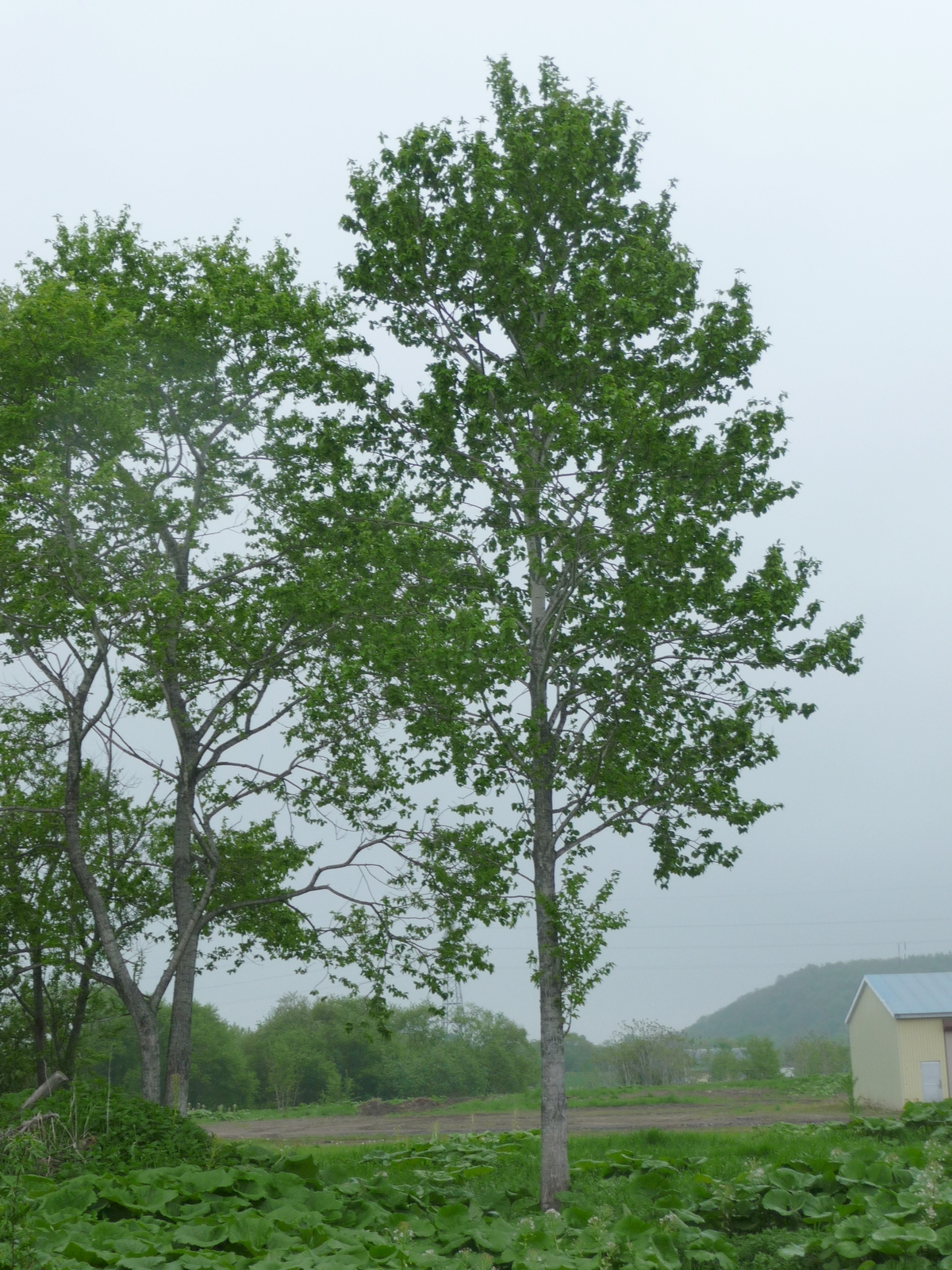
葉が出た様子 （2010年6月、弟子屈町にて）

## 利用
街路樹などとして栽植する。材は柔らかく、耐荷重性を要する建築材などには不適で、木目も装飾的特性を有していないので工芸品等にも好ましくない。なお、本種を含むヤマナラシ属の一部を英語で「アスペン（Aspen）」と呼称する。日本において「アスペン」の語は、箱・マッチの軸木・製紙用パルプ原料・OSB合板・経木真田・割り箸などの用材の呼称として普及しているが、これらに使用される材は本種ではなく、ユーラシア大陸に広く自生する本種の原種にあたるヨーロッパヤマナラシ（Populus tremula）や、北米に自生するアメリカヤマナラシ（Populus tremuloides）などの、主に中国・ロシア・カナダなどで産出された安価な輸入材である。